# Кралски замък (Варшава)
Кралският замък (на полски: Zamek Królewski w Warszawie) е дворцов музеен комплекс във Варшава.
Построен е през 1598 - 1618 г. за полския крал и велик литовски княз Сигизмунд III Васа на мястото на средновековния замък на мазовските князе.
Дворецът е построен на изкуствен хълм, във формата на петоъгълник, и се откроява на фона на градската 60-метрова кула.
Замъкът е бил подложен на грабежи по време на шведското нашествие в средата на 17 век и Великата северна война. Въпреки че Ян III Собиески и Август III финансирали ремонта, пълно обновление на порутените сгради свързани с името на последния крал Станислав Август Понятовски.
По негова инициатива по протежението на река Висла е построено ново крило със съвременен интериор в класически стил, а старият замък е построен наново, включвайки и удължен корпус на кралската библиотека, съединяваща замъка с бароковия дворец „под значката“.
Между 2-те световни войни дворецът, който е смесица от сложни конструкции и реконструкции от различни епохи, внимателно е възстановен и там отива президентът Игнаци Мошчицки. В началото на Втората световна война нацистите занемаряват двореца и го подлагат на системно и безсмислено разрушение.
След войната мястото на замъка е празно до 1971 г., когато сеймът окончателно се отказва от плановете за построяване на съвременни сгради на правителството на това място и решава да възстанови двореца по оцелелите фрагменти и снимки и по възможност да му придадат формата, която е имал през 17 век. Възстановителната работа продължава до 1988 г.
Днес в дворцовия музей могат да се видят картини на Рембранд и Матейко, а също и урната с праха на Тадеуш Косцюшко.

## Интериор
- Старата палата на депутатите
- Дворцовата капела
- Залата с картините Каналето
- Тронната зала
- Националната зала
- Залата за събрания
- Стаята за съвещания
- Мраморната стая